# Hannes Esser
Hannes Esser (* 8. April 1920 in Düsseldorf; † 17. September 2007 ebenda) war ein deutscher Maler, Bildhauer und Keramiker.

## Leben und Wirken
Hannes Essers Vater, ein erfolgreicher Bäckermeister in Pempelfort, Am Wehrhahn Nr. 74, war entsetzt, als sein Sohn sich nicht dem väterlichen Handwerk, sondern der Kunst widmen wollte und bestand auf einer soliden Ausbildung. Direkt nach der Bäckerlehre wurde Hannes Esser eingezogen. Er blieb Soldat bis zum Ende des Zweiten Weltkrieges, größtenteils in Russland stationiert, wurde fünfmal verwundet, zum Schluss durch einen Kopfschuss.
Kaum war die Kunstakademie Düsseldorf 1946 wieder eröffnet, war Hannes Esser, zusammen mit Joseph Beuys und Günter Grass, einer der ersten Schüler. Esser studierte bei Otto Pankok und Werner Heuser Malerei und Freie Grafik. Nach Abschluss des Studiums und einem halbjährigen Aufenthalt in dem Töpferdorf Vallauris an der Côte d’Azur, überwältigt von den Arbeiten Pablo Picassos, entschloss sich der junge Maler für etwas Neues, nämlich für die Keramik.
1957 ließ Esser sich in der Einbrunger Mühle am Schwarzbach nieder. Seine Schwester, die Bildhauerin Trude Esser, hatte den Hinweis auf Wohnmöglichkeiten in der Mühle erhalten. Er baute die Remise der Wassermühle aus und zusammen mit Günther Uecker, der ebenfalls mit ihm die Kunstakademie absolviert hatte, seinen ersten Brennofen. Durch Mundpropaganda wurden immer mehr Künstler an den Schwarzbach gezogen. Zusammen mit Kurt Sandweg, Günther Uecker, Germán Becerra und Rudi Heekers gründete Esser die Künstlergruppe Einbrungen/Wittlaer. Später kamen Jochen Hiltmann und Bernd und Hilla Becher dazu. Esser organisierte leidenschaftlich gern und nahm die Schlüsselstellung im gesellschaftlichen Leben der Mühle ein, organisierte Feste und Ausstellungen. Auf dem Heuboden der Remise konnten 20 bis 30 Personen schlafen. Gelegentlich dauerte das Feiern auch mal mehrere Tage. Einen wichtigen Beitrag hierzu leisteten die Musiker Horst Geldmacher, Eckhard Kohlhöfer, Lüder Ohlwein und Klaus Doldinger.
In den 1960er Jahren lernte Hannes die Künstlerin Karina Raeck (* 1938) kennen. Sie zog in die Künstlerkolonie und bereicherte sein Leben. Hannes Esser begleitete Karina, welche zu seiner Frau wurde, auf ihren Studienreisen durch Frankreich, Spanien, Griechenland. Zusammen mit Karina kaufte Hannes in Griechenland ein altes hölzernes Segelschiff in der Form eines Schokkers. Ohne vorher eine Ahnung von Steuerung desselben zu haben, tourten die beiden, mit Hund, Katzen, Hühnern und einer Ziege an Bord, durch die Ägäis. Hannes Esser war viel in der Welt herumgekommen und verschiedene Kulturen nahmen Einfluss auf sein Schaffen. Er tauchte bei Hourghada im Roten Meer, fuhr per Anhalter durch die Türkei, Syrien, Libanon, Algerien. Die Länder rund um das Mittelmeer hatte Hannes Esser immer wieder bereist. 1968 ging er für ein halbes Jahr mit Karina nach Mexiko, wo ein Freund mit Indio-Künstlern eine Töpferwerkstatt gegründet hatte. Hannes sammelte auf seinen Reisen und zu jedem Mitbringsel gab es eine Geschichte. „Ich gehöre zur Rasse der Jäger und Sammler“, so Esser.

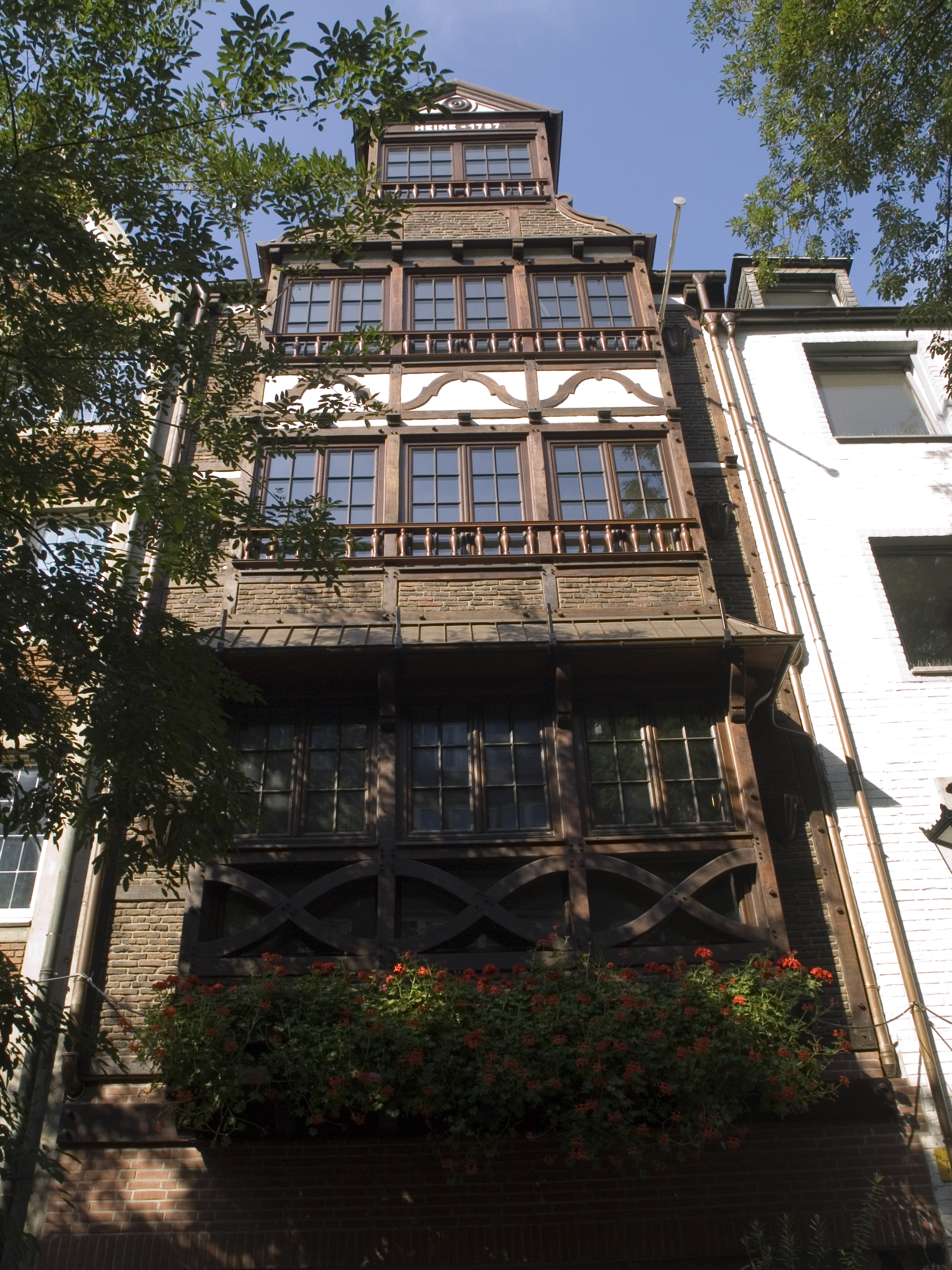
Haus Bolkerstraße 48, in dem sich der Hühner-Hugo befand

1959 fertigte Esser Keramikarbeiten für die Wanddekoration der Innenräume der Gastwirtschaft Hühner-Hugo. Die Hähnchenbraterei befand sich in dem in L-förmigen, sehr schmalen Gebäude mit Fachwerkfassade auf der Bolkerstraße 48 in der Altstadt von Düsseldorf. 1991 wurden Essers Arbeiten bei einem Brand zerstört.
Hannes Esser blieb zunächst beim Ton, fertigte „Kunst im Kaufhaus“, wie er das etwas selbstironisch nannte, schmückte Eingangshallen, Verkaufsräume, Altstadt-Lokale mit farbenfrohen Keramikreliefs, fertigte Brunnen und wuchernde Objekte, die an Urwaldpflanzen oder Korallenbäume denken lassen. Am Herbert-Eulenberg-Weg in Kaiserswerth hängt das 1982 geschaffene Treidelrelief. Dieses erinnert, dass Kaiserswerth Treidelstation (Haus Wert) mit Pferdewechsel war. Kurfürst Carl Theodor hatte die Station 1775 eingerichtet. Das Relief zeigt Pferde (und Menschen!), die Schiffe an langen Leinen stromaufwärts zogen. Um die Mitte des 19. Jahrhunderts machten Motorschiffe diese harte Arbeit überflüssig.
In zweijähriger Arbeit schuf Esser, ein 6 mal 4 Meter großes Stadtmodell von Düsseldorf aus Keramik. Es gibt das Erscheinungsbild der Festungsstadt mit ihren Bastionen und Ravelins sowie ihrer Bebauung wieder, wie es sich zur Zeit ihrer Errichtung am Übergang vom späten Mittelalter zur Neuzeit darstellte und bis zur Zerstörung im Spanischen Erbfolgekrieg 1702 erhalten blieb.
Seit 1973 lebte Hannes mit seiner Gefährtin Sascha Schejbal zusammen, welche er schon 1962 kennengelernt hatte. Sein Wittlaerer Zuhause war am Talweg an der alten Papiermühle am Schwarzbach, das er eigenhändig aus einer halbzerfallenen Remise in Wohnung und Atelier umgebaut hatte. Dieses musste er nach 35 Jahren räumen. Er fand 1992 ein neues Refugium in einer Parallelstraße, Am Mühlenkamp 16, in einem Teil der ehemaligen Papierfabrik, das er wieder in mühevoller Arbeit um- und ausbaute. Nur auf das Errichten eines neuen Brennofens hatte er verzichtet, der Brennofen am Talweg wurde während der Umbauarbeiten zerstört. Hannes Esser widmete sich nun der Fotografie, Porträtzeichnungen seiner Freunde entstanden und Landschaften in Pastell und Kohle der Niederungen um Rhein und Schwarzbach. Er fertigte Collagen, so wie für Sonderausstellung „Haltet ein!“ gegen den Irak-Krieg. Dafür benutzte er, zusammen mit Berengar Pfahl und Kurt Sandweg, buntes Hochglanzpapier, Schere und Kleister.
Das Kulturamt der Landeshauptstadt Düsseldorf hatte 1997 die „Kunstpunkte“ ins Leben gerufen. Hannes Esser öffnete jedes Mal sein Atelier für die Besucher.
Neben der Malerei hat Esser bis zu seinem Tod im Jahr 2007 vor allem Keramiken erstellt. Ihm zu Ehren wurde in 2010 der Hannes-Esser-Platz in Düsseldorf-Einbrungen benannt. Es handelt sich um eine schmalere Straße, die eigentlich nur von Leuten benutzt wird, die an ihr wohnen oder an einer der Straßen, die davon abgehen.

## Die alte Papiermühle als Heimat der Künstler
„Hermann A. Raddatz war der Erste. Der Bildhauer und Maler zog 1949 in die verfallende und verlassene Einbrunger Papiermühle am Talweg, aus der später die örtliche Künstlerkolonie entstand. In dem Refugium lebten und arbeiteten 22 Künstler; viele von ihnen wurden berühmt: Bernd und Hilla Becher etwa, Werner Butter, Günther Uecker, German Beccera, Kurt Sandweg, Karina Raeck und Hannes Esser, um nur einige zu nennen. Der Fotograf Günter Lother wohnt[...] in der denkmalgeschützten Mühlenanlage, die als Wiege der Kunst im Norden Düsseldorfs in die Geschichte eingegangen ist. Uecker stellte dort seinen ersten Nagel aus, der spätere Werber Werner Butter lebte dort mit seiner Frau, Multitalent Horst Geldmacher tauchte wochenweise auf. […]“ (gök/jul: RP, Die alte Papiermühle als Heimat der Künstler,  12. September 2010)